# Palmeria arfakiana
Palmeria arfakiana är en tvåhjärtbladig växtart som beskrevs av Odoardo Beccari. Palmeria arfakiana ingår i släktet Palmeria och familjen Monimiaceae. Inga underarter finns listade i Catalogue of Life.